# Pristella maxillaris
Genre
Espèce
Synonymes
- Aphyocarax maxillaris Ulrey, 1894[1]
- Aphyocharax maxillaris Ulrey, 1894[1]
- Holopristis riddlei Meek, 1907[1]
- Pristella riddlei (Meek, 1907)[1]
- Pristella riddleyi[1]

Pristella maxillaris souvent appelé Chardonneret d'eau ou Tétra pristella, est un petit poisson (taille maximale 5 cm) communément élevé en aquarium d'eau douce. C'est la seule espèce du genre Pristella (monotypique). Cette espèce était anciennement connue sous le nom de Pristella riddlei (Meek in Eigenmann et Ogle, 1907), appellation désormais non valide. Il est originaire du bassin de l'Amazone (Brésil et Venezuela).
Il ne fait pas partie des poissons les plus colorés, mais attire par sa brillance et sa transparence, sa taille raisonnable, sa facilité de maintenance et de reproduction et son comportement.

## Coloration

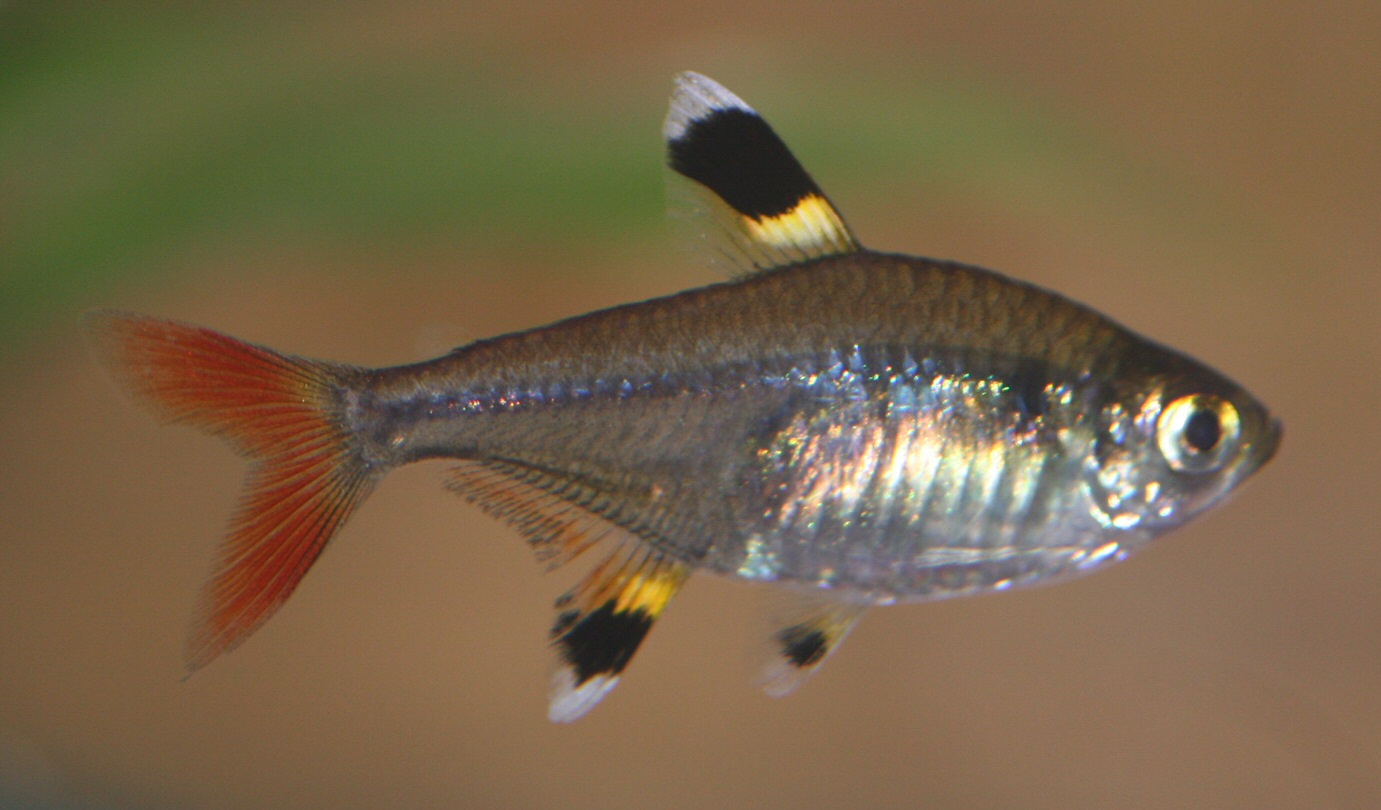
Sans doute un mâle

C'est un petit poisson : les mâles mesurent 3,5 cm et les femelles 4,5 cm.
L'abdomen est brillant, les muscles presque transparents. On devine la colonne vertébrale, sans la voir aussi bien que chez d'autres poissons de verre, comme Kryptopterus bicirrhis ou Parambassis ranga.
Des taches jaunes, blanches et noires décorent les nageoires dorsale et anale.
La nageoire caudale est rouge-orangé transparent.
Une tache noire est dessinée derrière l'œil.
Les femelles adultes ont un abdomen assez volumineux, contrastant avec la ligne très svelte des mâles.

## Biologie
Bien qu'originaire des eaux très douces d'Amérique du Sud, il s'adapte à toutes les eaux d'une dureté raisonnable.
Il nage volontiers en groupe en pleine eau et n'est pas timide.
Il n'est pas agressif et ne craint pas particulièrement les autres poissons, tant qu'ils ne sont pas trop carnivores. Il n'abîme pas le décor de l'aquarium.
Il se nourrit aussi bien de nourriture vivante que de paillettes.
Sa reproduction fait partie des plus faciles du genre. Les pontes sont facilement obtenues et abondantes : 300 à 400 œufs. Les parents ne sont pas particulièrement voraces de leurs œufs. Elle nécessite un aquarium prévu à cet effet, sans autres poissons ni escargots, avec une eau assez douce et pas trop éclairé. Les alevins ont besoin de nourriture microscopique.